# Záborszky Kálmán
Záborszky Kálmán (Budapest, 1947. október 4. –) Kossuth-díjas magyar karmester, gordonkaművész, tanár, igazgató, a Magyar Művészeti Akadémia rendes tagja.

## Életpályája
Záborszky József karmester, zenetanár, zeneszerző fiaként született.
Szülővárosában, Budapesten végezte tanulmányait, majd beiratkozott a Liszt Ferenc Zeneművészeti Főiskolára, ahol 1972-ben szerzett diplomát. Legjelentősebb tanárai Friss Antal, Mihály András és Sándor Frigyes voltak. A következő tanévben az Universität für Musik und darstellende Kunst Wien de in André Navarra-ban folytatta tanulmányait. 1968-1988 között iskolai zenekari segédedző volt, de közben 1974-1981 között Pécsett és a fővárosban is tanított. 1981-1988 között egy oratóriumkórus karnagya, majd egy zeneiskolai zenekar vezető karmestere, 1991-2014 között a zeneiskola vezetője volt. Nyaranta gyakran vezetett külföldi tanfolyamokat.

## Díjai, elismerései
- A Magyar Köztársasági Érdemrend lovagkeresztje (2006)
- Liszt Ferenc-díj (2012)
- Budapest XIV. kerületének díszpolgára (2014)
- Érdemes művész (2015)
- Kiváló művész (2018)
- Kossuth-díj (2023)

## Munkássága
- 1968–1988: I. István Gimnázium Szimfonikus Zenekara, korrepetitor
- 1974–1981: Liszt Ferenc Zeneművészeti Főiskola pécsi tagozata és a budapesti Bartók Béla szakközépiskola tanára
- 1981–1988: I. István / Szent István Király Oratóriumkórus, karnagy
- 1988–:  Zuglói Filharmónia – Szent István Király Szimfonikus Zenekar, vezető karmester, művészeti vezető
- 1991–: Szent István Király Zeneművészeti Szakközépiskola és Alapfokú Művészeti Iskola, igazgató, 2014–: tanár és az iskola több együttesének karmestere
- 2022 -: Szent István Filharmonikusok ügyvezető, művészeti vezető

## Művészeti szervezeti tagsága
- Magyar Művészeti Akadémia, rendes tag (2012)